# Alloclita
Alloclita is een geslacht van vlinders uit de familie prachtmotten (Cosmopterigidae).

## Soorten
- A. brachygrapta Meyrick, 1925
- A. cerritella (Riedl, 1993)
- A. delozona Meyrick, 1919
- A. francoeuriae Walsingham, 1905
- A. gambiella (Walsingham, 1891)
- A. haifensis Rebel, 1911
- A. orthoclina Meyrick, 1922
- A. paraphracta (Meyrick, 1914)
- A. plumbaria (Meyrick, 1921)
- A. recisella Staudinger, 1859
- A. reflua Meyrick, 1914
- A. xylodesma Meyrick, 1911
- A. zelotypa Meyrick, 1918